# Francis Donkin Bedford
Francis Donkin Bedford (* 21. Mai 1864 in Kensington, London; † 1954 ebenda) war ein britischer Maler und Illustrator, der durch seine zahlreichen Buchillustrationen, insbesondere für Kinderbücher, bekannt wurde.

## Leben
Frank Bedford war das sechste von zehn Kindern des Solicitors Edwin Bedford und der Caroline Donkin. Nach dem Besuch der Westminster School absolvierte er ab 1881 zunächst ein Architekturstudium an der South Kensington School. 1885 wechselte er an die Royal Academy of Arts und schlug dort die Ausbildung zum Maler und Illustrator ein. 1885 bis 1891 machte er für seine Grand Tour verschiedene Reisen auf den Kontinent. 1895 heiratete er die Malerin Helen Carter (1874–1949), mit der er vier Töchter hatte.
In den 1890er Jahren illustrierte Bedford sein erstes Buch von Kinderreimen und erhielt verschiedene andere Aufträge. Mit seinen Illustrationen zu dem Roman Peter and Wendy (1911) von James Matthew Barrie trug Bedford zum Erfolg des Peter Pan bei den Lesern wesentlich bei.
In den 1920er Jahren geriet sein viktorianischer Stíl aus der Mode, er erhielt aber noch Aufträge, Wiederauflagen bekannter Werke von Charles Dickens zu illustrieren, so The Magic Fishbone (1921),  A Christmas Carol  (1923) und The Cricket on the Hearth (1927). Auch für Neuauflagen anderer Werke des 19. Jahrhunderts, so von Charlotte Brontë, W. M. Thackeray und Oliver Goldsmith waren seine Illustrationen gefragt.

## Werke
Hinweis: Die Reproduktion der Werke Bedfords in Deutschland unterliegt der siebzigjährigen Schutzfrist.
- Illustrationen zu J. M. Barrie: Peter Pan and Wendy, authorized School edition, first published in 1915. Bei Project Gutenberg